# Spizaphilus alatus
Spizaphilus alatus är en insektsart som först beskrevs av Butler, A.G. 1880.  Spizaphilus alatus ingår i släktet Spizaphilus och familjen Anostostomatidae. Inga underarter finns listade i Catalogue of Life.